# MaSaKo
MaSaKo（まさこ、6月3日）は、日本のダンサー、振付師。「ダンスプロジェクトEnvoyer de MaSaKo」の主催者で「株式会社Envoyer de MaSaKo」代表。大阪府堺市出身。成徳学園高等学校（現神戸龍谷高等学校）卒業。身長164.5cm、血液型、A型。

## 来歴・人物
5歳の頃から法村友井バレエ学校にて8年間バレエを学ぶ。高校生から始めた新体操では、経験者ばかりで競争率も激しい中、インターハイ・国体に出場し上位入賞を収める。
高校卒業後、次なるステージを求め、単身アメリカ・ロサンゼルスへ。
渡米後まもなく、ジェニファー・ロペスが輩出されたダンスユニット“Fly Girls” のオーディションを受け、見事2000 人の中から初の日本人ダンサーとして選ばれる。
この“Fly Girls” は当時アメリカ、ヨーロッパでも大人気のコメディー番組であり、ジム・キャリー、ジェイミー・フォックス他今も尚トップで活躍する俳優らが出演してい たFoxTV『イン・リビング・カラー』の番組内の女性ダンスユニットである。
“Fly Girls” として番組レギュラー出演を果たし、多数のトークショーやCM、雑誌にもゲスト出演する。
その他、Disney　VSDA、Warner Brothers イベン トin Las Vegas、Calvin Klein ファッションショー等アメリカで数多くのステージで活躍する。
その後、海外での様々な経験を活かし、日本に拠点を移す。
帰国後、仕事先でのスカウトがきっかけとなり、劇団四季に入団。
入団後すぐに「日曜はだめよ！」の演目が決まり出演する。 
劇団四季退団後、プライベートで訪れたニューヨークで、アーティスト“Mya”に出会 い、ミュージックビデオ「Movin’ Out:BET Version」にダンサーとして出演。
MYA米プロモーションイベントにダンサー出演し、その後Mya米ツアーにも参加する。
順風満帆かと思われた活動も、本番中でのアクシデントにより左膝前十字を断裂と大き なダメージを受ける。手術後、日々の辛いリハビリに耐え二ヶ月という短い期間で復帰を果たし、様々なCM、ステージ、PV、雑誌等、幅広 くダンサー・コリオグラファーとして活動を再開する。
2003年にはアシャンティ JAPAN TOUR に唯一の日本人ダンサーとして参加。
更には2000年～ 2010 年まで久保田利伸全国ツアー振付、兼ダンサー出演。
その後もダンスアーティストとして活動すると同時に、2008年に自身の団体である「ダンスプロジェクト Envoyer de MaSaKo(アンボワイエ・ドゥ・マサコ)」を立ち上げ、2014年には株式会社 Envoyer de MaSaKoを設立し、2017年8月関西(新大阪)にダンススタジオEnvoyer de MaSaKoをオープン。又、各地でのワークショップや、大阪・東京にある専門学校や2019年からは神奈川県にある洗足学園音楽大学にて教員としてダンス指導を行うなど指導者としても幅広く活動し、未来のアーティストの心身の育成にも力を入れている。
「一般社団法人ストリートダンス協会」 協会認定審査員。 
「放送芸術学院専門学校」特別講師。

## 出演（アメリカ）

### TV・映像
- In Living Color / Fly Girls出演
- Herman's Head / Fly Girlsゲスト出演
- John & Liza Morning Show / Fly Girlsゲスト出演
- Home Show / Fly Girlsゲスト出演
- appearance ABC
- Vicky Lawrence トークショー / Fly Girlsゲスト出演

### CM
- FOX Christmas CM / Fly Girlsゲスト出演
- Disney Indiana Jones CM / Dancer&Actress出演
- etc...

### STAGE
- MYA米ツアー / Dancer出演
- Shanice Wilson / Dancer出演
- Dustin Hoffman's Private Party / Fly Girlsゲスト出演
- Disney VSDA / Dancer出演
- Disney One Man's Dream / Dancer出演
- Warner Brothers event in ラスベガス / Dancer出演
- Warner Brothers VSDA Industrial in ラスベガス / Dancer出演
- Calvin Klein ファッションショー / Dancer出演

### VIDEO
- MYA"Movin' Out ft.Raerwon.Noreaga" / PV Dancer出演
- Foxy Empire / Dancer出演

## 出演（日本）

### TV・映像
- 久保田利伸"STAR LIGHT" / 振付
- John Robinson / 振付・Dancer出演
- melody."Next To You" / 振付・Dancer出演
- melody."Take a Chance"."Crystal Love" / 振付
- Tommy February 6"Magic in Your Eyes" / 振付・Dancer出演
- Bobby Summer "Oh My Darring" / 振付
- Crystal Kay "Boy friend-part Ⅱ" / Dancer出演
- Double "Who's That Girl" / 振付・Dancer出演
- Crystal Kay "Ex-Boy friend" / Dancer出演
- 浜田省吾 "Love has no pride" / Dancer出演
- UVERworldコンサート映像 / Dancer出演
- ミュージックステーション"(テレビ朝日)
- ポップジャム(NHK)
- Melodics
- Countdown Groove"(TBS)

### CM
- 武富士ＣＭ 2001 / 振付
- Melody.Biglobe CM.Net Spiceキャンペーン / 振付
- DDI Television CM / Dancer出演
- ティップネス CM / Dancer出演

### STAGE
- 久保田利伸"Nothing But As One Tour 2000" / Dancer出演
- 久保田利伸"MO' Bounce TO The Once Tour 2003" / 振付・Dancer出演
- 久保田利伸"We For Real Tour 2006" / 振付・Dancer出演
- 久保田利伸"TIMELESS FLY TOUR 2010" / 振付・Dancer出演
- Ashanti"Japan Tour 2003" / Dancer出演
- ミス・ユニバース ジャパン 2004 / 振付アシスタント・Dancer出演
- Yellow Generation / 振付
- Quick Silver ファッションショー / 振付
- Adidas ダンスイベント / 振付・Dancer出演
- Adidas ファッションショー / 振付
- Avex ファッションショー / モデル・Dancer出演
- Jan Franco Ferre ファッションショー / モデル・Dancer出演
- Astel イベント / モデル・Dancer出演
- コカ・コーラ　オープニングイベント / Dancer出演
- NBA JAPANハーフタイムショー / Dancer出演
- 「Girl,Girl,Girl」/ Dancer出演
- 劇団四季「日曜はだめよ！(Allayah Darling)」/ Dancer・Actoress出演
- Envoyer de Masako 2008～ / 振付・演出・構成・衣装・企画・製作